# Люк приєднується до військово-морського флоту
Люк приєднується до військово-морського флоту (англ. Luke Joins the Navy) — американська короткометражна кінокомедія режисера Хела Роача 1916 року.

## У ролях
- Гарольд Ллойд — Одинокий Люк
- Снуб Поллард
- Бібі Данієлс
- Чарльз Стівенсон
- Біллі Фей
- Фред С. Ньюмейер